# Myledaphus
Genre
Myledaphus est un genre éteint de poissons cartilagineux dont les espèces ont vécu au Crétacé supérieur.

## Systématique
Le genre Myledaphus a été créé en 1876 par le paléontologue américain Edward Drinker Cope (1840-1897) avec comme espèce type Myledaphus bipartitus,.

## Liste d'espèces
Selon Paleobiology Database (2 décembre 2022) :  
- †Myledaphus araucanus Otero, 2019[3]
- †Myledaphus bipartitus Cope, 1876

## Galerie

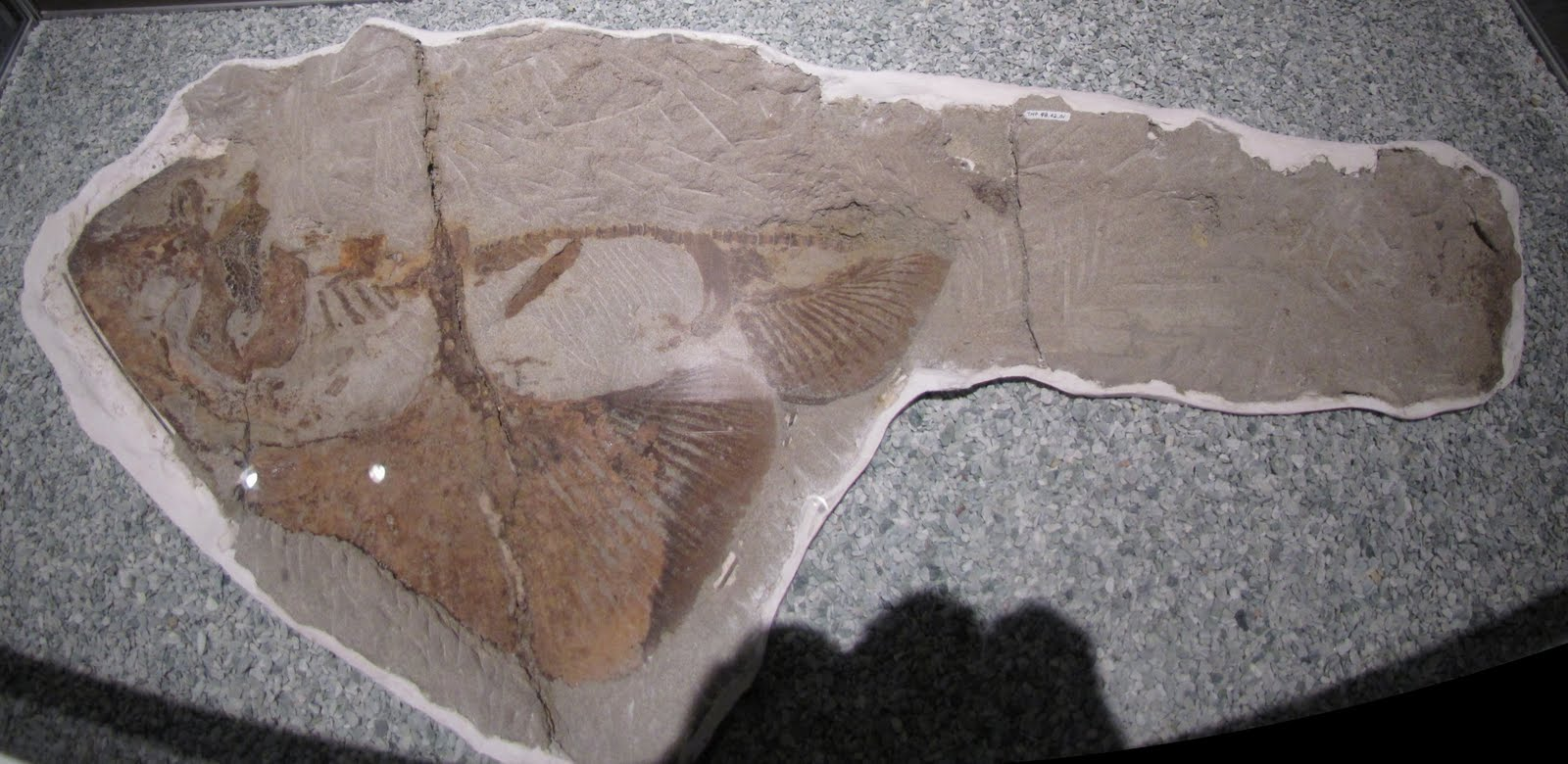
Fossile de Myledaphus.

## Publication originale
- (en) E. D. Cope, « Descriptions of Some Vertebrate Remains from the Fort Union Beds of Montana », Proceedings of the Academy of Natural Sciences of Philadelphia, Philadelphie, Académie des sciences naturelles de Philadelphie, vol. 28, no 2,‎ 1876, p. 248-261 (ISSN 0097-3157 et 1938-5293, OCLC 1382862, JSTOR 4060045, lire en ligne).